# Barbara Schmitz
Barbara Schmitz (* 1975) ist eine deutsche römisch-katholische Theologin. Sie ist Universitätsprofessorin für Alttestamentliche Bibelwissenschaft an der Katholisch-Theologischen Fakultät der Julius-Maximilians-Universität Würzburg. Ihre Forschungsschwerpunkte sind jüdische Literatur aus hellenistisch-römischer Zeit, Septuagintastudien, deuterokanonische Literatur sowie Narratologie und Altes Testament.

## Leben
Schmitz studierte Katholische Theologie in Passau, Jerusalem und Münster und war von 2005 bis 2009 Oberstudienrätin im Hochschuldienst für Altes Testament an der Universität Duisburg-Essen. Nach ihrer Promotion an der Katholisch-Theologischen Fakultät der Universität Münster (2003) und ihrer Habilitation an der Katholisch-Theologischen Fakultät der Universität Regensburg (2007) übernahm sie 2009 die Lehrstuhlvertretung Exegese und Theologie des Alten Testaments an der Fakultät Humanwissenschaften und Theologie der Technischen Universität Dortmund und wurde dort 2010 zur Universitätsprofessorin ernannt. Seit Juli 2011 ist Schmitz Universitätsprofessorin für Altes Testament und biblisch-orientalische Sprachen an der Katholisch-Theologischen Fakultät der Julius-Maximilians-Universität Würzburg.
Seit 2011 ist sie Frauenbeauftragte der Katholisch-Theologischen Fakultät und von 2011 bis 2013 war sie stellvertretende Universitätsfrauenbeauftragte der Julius-Maximilians-Universität Würzburg. Von 2015 bis 2019 war sie Prodekanin der Katholisch-Theologischen Fakultät, seit 2021 ist sie Senatorin der Julius-Maximilians-Universität Würzburg.

## Akademische Errungenschaften
- 2019 Preis für gute Lehre, Bayerisches Staatsministerium für Unterricht und Kultus[2]
- 2003 Promotion Prize for young women scientists, Soroptimist International Club Bamberg-Kunigunde

## Engagement in der Forschung
- 2023–2026 DFG-Projekt “Self-Organization and Horizontal Binding Forces: Local Authorities in Ancient Judaism from the 6th century BCE to the 1st century CE”
- 2019–2023 DFG Forschergruppe (FOR 2757) LoSAM - Local Self-Governance in the context of Weak Statehood in Antiquity and the Modern Era; PI des Teilprojekts: “Local self-governance in Judea in the second century BCE: Historical and Literary Perspectives”.

## Weitere Aktivitäten
- The International Organization for Septuagint and Cognate Studies (IOSCS), Member of the Executive Committee[3]
- Mitglied des “International Advisory Panel” der International Society for the Study of Deuterocanonical and Cognate Literature (ISDCL)[4]
- Vorstandsmitglied der Arbeitsgemeinschaft der Deutschsprachigen Alttestamentlerinnen und Alttestamentler[5]
- Beraterin der Unterkommission „Für die religiösen Beziehungen zum Judentum“ der Ökumenekommission (II) der Deutschen Bischofskonferenz[6]
- Mitglied des Gesprächskreises „Juden und Christen“ beim Zentralkomitee der deutschen Katholiken (zdk) und des Deutschen Ökumenischen Studienausschusses (DÖSTA) der Arbeitsgemeinschaft Christlicher Kirchen Deutschlands (ACK)
- Mitglied in der Vorstandschaft der Gesellschaft für christlich-jüdisches Zusammenarbeit in Würzburg und Unterfranken e.V.[7]
- Mitglied des Wissenschaftlichen Beirats von „Theologie im Fernkurs“[8]
- Mitherausgeberin der Reihe „Stuttgarter Biblische Beiträge“ (SBB), Verlag Katholisches Bibelwerk, Stuttgart
- Ständige Mitarbeit bei den Literaturinformationen (Rezensionen) der Zeitschrift „Biblische Notizen. Neue Folge“ hg. von Friedrich V. Reiterer, Österreich
- Kommentierung des Buches Judit für die Reihe Internationaler Exegetischer Kommentar zum Alten Testament (IEKAT) in deutscher Sprache und International Exegetical Commentary on the Old Testament (IECOT) in englischer Sprache
- Mitglied der Ökumenekommission des Bistums Würzburg
- Supervisorin, zertifiziert durch die Deutsche Gesellschaft für Supervision und Coaching (DGSv) und die Systemische Gesellschaft (SG)
- Bibliodrama-Leiterin
- Themenzentrierte Interaktion (TZI) (Zertifikat) am Ruth-Cohn-Institut

## Weitere Mitgliedschaften
- Society of Biblical Literature (SBL)
- AGENDA - Forum katholischer Theologinnen e.V.
- Europäische Gesellschaft für die theologische Forschung von Frauen (ESWTR)
- Forum ehemaliger Studierender im Theologischen Studienjahr Dormition Abbey Jerusalem e.V.

## Werke
Monographien
- Judit (zus. mit Helmut Engel) (Herders Theologischer Kommentar zum AT). Herder, Freiburg/Basel/Wien 2014, ISBN 3-451-26820-5.
- Geschichte Israels. UTB, Paderborn 2011; 3. Aktualisierte Auflage, 2022, ISBN 3-8252-4358-3.
- Prophetie und Königtum. Eine narratologisch-historische Methodologie entwickelt an den Königsbüchern (FAT 60). Mohr Siebeck, Tübingen 2008. ISBN 3-16-149665-5.
- Gedeutete Geschichte. Die Funktion der Reden und Gebete im Buch Judit (HBS 40). Herder, Freiburg 2004, ISBN 3-451-28304-2.

Herausgeberschaft
- Vor allen Dingen: Das Alte Testament. Festschrift für Christoph Dohmen (HBS 100), hg. zusammen mit Thomas Hieke und Matthias Ederer, Freiburg: Herder, 2023, ISBN 978-3-451-38896-5
- Resilienznarrative im Alten Testament (FAT 156), hg. zusammen mit Judith Gärtner, Tübingen: Mohr Siebeck, 2022, ISBN 978-3-16-161145-2
- Selected Studies on Deuterocanonical Prayers (CBET 103), hg. zusammen mit Angela Kim Harkins, Leuven: Peeters, 2021, ISBN 978-90-429-4387-2
- The Early Reception of the Tora (DCLS 39), hg. zusammen mit Kristin De Troyer, Joshua Alfaro und Maximilian Häberlein, Berlin: De Gruyter, 2020, ISBN 978-3-11-069144-3
- The Early Reception of the Book of Isaiah (DCLS 37), hg. zusammen mit Kristin De Troyer, Berlin / Boston: De Gruyter, 2019, ISBN 978-3-11-059791-2
- Perspektiven. Narratologische Zugänge zum Alten Testament (SBB 75), hg. zusammen mit Ilse Müllner, Stuttgart: Katholisches Bibelwerk, 2018, ISBN 978-3-460-00751-2
- Exodus. Interpretation durch Rezeption (SBB 74), hg. zusammen mit Matthias Ederer, Stuttgart: Katholisches Bibelwerk, 2017, ISBN 978-3-460-00741-3
- Exodus. Rezeptionen in deuterokanonischer und frühjüdischer Literatur (zus. mit Judith Gärtner). De Gruyter, Berlin/Boston 2016, ISBN 3-11-041702-2
- Lebensdienlich und Überlieferungsgerecht. Jüdische und christliche Aktualisierungen der Gott-Mensch-Beziehung. Festschrift für Heinz-Günther Schöttler (zus. mit Johannes Först) (Beiträge zur Gegenwartsbedeutung jüdischer und christlicher Überlieferungen 1). Ergon, Würzburg 2016, ISBN 3-95650-139-X
- An der Grenze. Theologische Erkundungen zum Bösen (zus. mit Beatrice Acklin-Zimmermann). Lembeck, Frankfurt a. M. 2007, ISBN 3-87476-526-1